# Romul (luna)
Romul (mednarodno ime Romulus ) je zunanja in večja luna asteroida 87 Silvije v glavnem asteroidnem pasu. Notranja in manjša luna Silvije pa je Rem.
Podobno ime ima tudi asteroid 10386 Romul, ki pa samostojno kroži okoli Sonca.

## Odkritje
Asteroidno luno sta odkrila Michael E. Brown in Jean-Luc Margot 18. februarja 2001. Njegova polna oznaka je  (87) Silvija I Romul. Preden je dobil uradno ime so ga poznali kot S/2001 (87) 1. Ime po Romulu, ki je bil eden izmed dvojčkov Reje Silvije iz rimske mitologije. Dvojčka je vzgojila volkulja, oba pa sta ustanovitelja Rima.

## Lastnosti
Luna Romul je skupek manjših teles, ki so nastala ob trku starševskega telesa z neznanim (verjetno) asteroidom. Druga znana luna Rem ima verjetno podobno zgradbo. Tudi ta luna je nastala ob (istem) trku asterodov. Zaradi tega pričakujemo, da bodo albedo in [gostota]] obeh lun podobna albedu in gostoti asteroida Silvija.
Tirnica lune Romul je stabilna, ker leži znotraj Hillove krogle (1/50 polmera Silvije). Je pa tudi precej zunaj sinhrone tirnice .
Na površini lune Romul ima Silvija navidezno velikost16°×10°, velikost lune Rem pa se spreminja med 0,62° in 0,19°.